# Деніел Де Кім
Деніел Де Кім (англ. Daniel Dae Kim, кор. 김대현, 金大賢; нар. 4 серпня 1968) — американський актор і продюсер корейського походження, який прославився завдяки ролі Джин Су Квон в серіалі «Загублені» і Чин Хо Келлі в серіалі «Гаваї 5.0». Серед геймерів відомий як незмінний голос найвпізнаванішого персонажа серії ігор «Saints Row», Джонні Гета.

## Рання життя
Кім народився в Пусані, Південна Корея, його мати — Чжон Кім, а батько — доктор Ду тхе Кім. Сім'я Кіма переїхала в США, коли йому був рік. Він виріс в Нью-Йорку, Істоні і Віфлеємі, штат Пенсільванія. Закінчив  Freedom High School . У 1990 році закінчив Хаверфордского коледж, отримавши подвійний диплом бакалавра (в області театру і політології). У 1996 році Кім отримав диплом магістра акторської майстерності в Нью-Йоркському університеті.

## Кар'єра

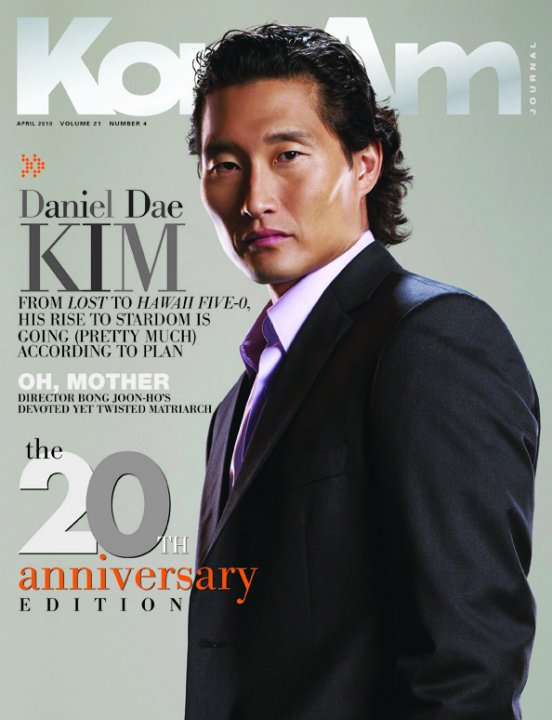
На обкладинці KoreAm, квітень 2010

Після закінчення університету Кім став активно зніматися в телевізійних проектах, часто в ролі агента («CSI: Місце злочину», «Зоряний шлях: Вояджер», «Зоряний шлях: Ентерпрайз», « Зачаровані», «Щит», «Сайнфелд», «Поліція Нью-Йорка», «Швидка допомога». Кім також грав в серіалах «Вавилон-5», «Ангел» і «24».
У 2008 році на телеканалі A&E відбулася прем'єра міні-серіалу «Вірус Андромеда», заснованого на однойменному романі Майкла Крайтона. Кім зіграв в серіалі доктора Чжоу Цзі. У 2003 році актора можна було побачити в фантастичному бойовику Енга Лі «Халк», а в 2004 -м — у фільмах «Зіткнення» і «Людина-павук 2».
З 2004 по 2010 рік Кім знімався в серіалі «Загублені» в ролі Джин Су Квон. За свою роботу команда акторів шоу отримала численні нагороди, в тому числі премію Гільдії кіноакторів (за кращий ансамбль). Кім за участь в серіалі був особисто удостоєний премій  AZN Asian Excellence Award, Multicultural Prism Award і Vanguard.  У 2005 році журнал  People  назвав його одним з найсексуальніших чоловіків у світі.
У 2015 і 2016 році Кім був зайнятий на зйомках другої і третьої частини франшизи «Дивергент». З 2017 року він виконує роль доктора Джексона Хана в серіалі «Добрий лікар».
У 2019 актора можна було побачити у фільмах «Хеллбой» і «Ти - мій сумнів». У 2021 році вийшов науково-фантастичний трилер Джо Пенні «Далекий космос» з Кімом в ролі біолога космічного шатла, на борту якого було виявлено зайвого пасажира.

## Театр
З 12 по 28 червня 2009 року Кім виконував роль короля Сіаму в постановці мюзиклу «Король і я» в Альберт-холі в Лондоні. У травні-червні 2016 роки актор виконував ту ж роль на Бродвеї, в Лінкольн-центрі в Нью-Йорку.

## Фільмографія
| Рік       |    | Українська назва              | Оригінальна назва               | Роль                     |
| --------- | -- | ----------------------------- | ------------------------------- | ------------------------ |
| 1991      | ф  | Американський Шаолінь         | American Shaolin                | Гао                      |
| 1997      | с  | Беверлі-Хіллз, 90210          | Beverly Hills, 90210            | доктор Стурла            |
| 1997      | с  | Поліція Нью-Йорка             | NYPD Blue                       | Саймон Лі                |
| 1997      | ф  | Шакал                         | The Jackal                      | Акасі                    |
| 1998      | с  | Удавальник                    | The Pretender                   | Ленні Дук                |
| 1998      | ф  | Дивний новий світ             | Brave New World                 | Інграм                   |
| 1998      | с  | Сайнфелд                      | Seinfeld                        | студент-медик # 1        |
| 1999      | с  | Хрестовий похід               | Crusade                         | Джон Метесон             |
| 2000      | с  | Зоряний шлях: Вояджер         | Star Trek: Voyager              | Готана-Ретц              |
| 2001      | с  | Зачаровані                    | Charmed                         | Йенло                    |
| 2001      | с  | CSI: Місце злочину            | CSI: Crime Scene Investigation  | спеціальний агент Бекман |
| 2001—2003 | с  | Ангел                         | Angel                           | Гевін Парк               |
| 2003      | ф  | Від колиски до могили         | Cradle 2 the Grave              | експерт відвідування     |
| 2003      | ф  | Халк                          | Hulk                            | солдат                   |
| 2003      | ф  | Роби або здохни               | Ride or Die                     | Міяко                    |
| 2003—2004 | с  | 24                            | 24                              | Том Бейкер               |
| 2004      | ф  | Людина-павук 2                | Spider-Man 2                    | Реймонд                  |
| 2004      | ф  | Зіткнення                     | Crash                           | Парк                     |
| 2004—2010 | с  | Загублені                     | Lost                            | Джин Су Квон             |
| 2005      | ф  | Печера                        | The Cave                        | Алекс Кім                |
| 2006      | с  | Аватар: Останній захисник     | Avatar: The Last Airbender      | Генерал Фонг             |
| 2006      | вг | Saints Row                    | Saints Row                      | Джонні МЕТ               |
| 2008      | ф  | Вірус Андромеда               | The Andromeda Strain            | доктор Чжоу Цзі          |
| 2008      | вг | Saints Row 2                  | Saints Row 2                    | Джонні МЕТ               |
| 2010—2017 | с  | Гаваї 5.0                     | Hawaii Five-0                   | Чин Хо Келлі             |
| 2011      | ф  | Арена                         | Arena                           | Тайга                    |
| 2011      | вг | Saints Row: The Third         | Saints Row: The Third           | Джонні МЕТ               |
| 2012—2014 | с  | Легенда про Корру             | The Legend of Korra             | Хіроші Сато              |
| 2012      | с  | Морська поліція: Лос-Анджелес | NCIS: Los Angeles               | Чин Хо Келлі             |
| 2013      | вг | Saints Row IV                 | Saints Row IV                   | Джонні МЕТ               |
| 2015      | ф  | Інсургент                     | The Divergent Series: Insurgent | Джек Кан                 |
| 2016      | ф  | Аллегіант                     | Allegiant: Part 1               | Джек Кан                 |
| 2019      | ф  | Хеллбой                       | Hellboy                         | Бен Дайміо               |
| 2019      | ф  | Ти - мій сумнів               | Always Be My Maybe              | Брендон Чої              |
| 2021      | ф  | Далекий космос                | Stowaway                        | Кім                      |
| 2021      | мф | Рая та останній дракон        | Days and Last Dragon            | Бенджа                   |
| 2024      | с  | Аватар: Останній захисник     | Avatar: The Last Airbender      | Лорд Вогню Озай          |